# 페니 모돈트

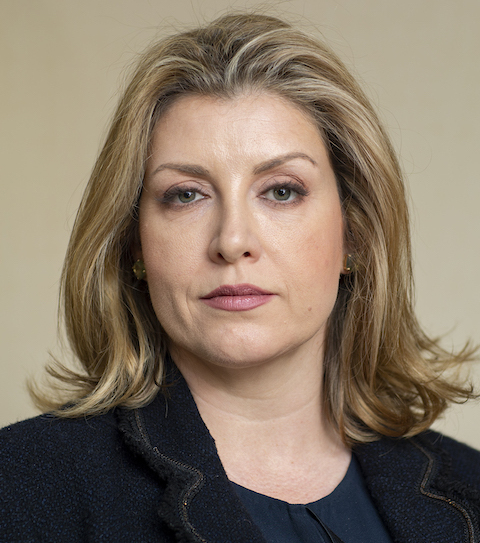

페넬로페 "페니" 메리 모돈트 (Penelope "Penny" Mary Mordaunt, 1973년 3월 4일-)는 영국 역사상 최초의 여성 국방장관이다.

## 생애
1973년 3월 4일 공수부대원 아버지 밑에서 포츠머스의 힐시 배럭스에서 태어났다. 런던 인근의 포츠머스 해군기지는 15세기에 만들어졌으며, 대영제국의 최대 해군기지로 매우 유명하다.
2003년 포츠머스 북부의 영국 보수당 하원의원 후보로 선출되었으며, 2005년 영국 총선에 출마했지만 영국 노동당 후보에게 졌다. 2010년 영국 총선, 2015년 영국 총선, 2017년 영국 총선에서 하원의원으로 당선되었다.
2017년 영국 국제개발부 장관으로 임명되었다. 그 전에는 영국 국방부 부장관이었다.
2019년 5월 1일, 테리사 메이 총리는 중국 통신장비 기업 화웨이의 5세대(5G) 이동통신망 구축과 관련해 영국 국가안보회의(NSC) 논의 내용을 언론에 흘렸다는 혐의로 개빈 윌리엄슨 국방장관을 전격 해임했다. 후임 국방장관에 페니 모돈트 국제개발장관을 임명했다.
에마뉘엘 마크롱 프랑스 대통령은 2017년 6월 개각을 단행하면서 기존 여성 국방장관인 실리 굴라르의 후임으로 다시 여성인 플로랑스 파를리를 임명했다. 독일 기독교민주연합 의원인 폰 데어 라인엔은 2013년 12월부터 독일 국방장관을 맡아온 장수 장관이다. 유럽 3대 강대국인 독일, 영국, 프랑스의 국방장관이 모두 여성이다.
영국 국방부는 1940년 영국 보수당 윈스턴 처칠 총리가 취임하면서 정식으로 창설되었다. 처칠 내각은 영국 국방부를 창설함으로써 영국 삼군참모총장회의를 견제하고 방위 관련 문제들을 조정하고자 하였다. 국방부의 수장 자리는 처음에는 영국 총리가 겸임하였다가, 1946년 영국 노동당 클레멘트 애틀리 내각이 국방부 법에 행정부서를 도입하면서 영국 국방부 장관 자리가 탄생하였다.

## 역대 선거 결과
| 선거명      | 직책명                         | 대수 | 정당   | 득표율 | 득표수   | 결과 | 당락                       |
| ----------- | ------------------------------ | ---- | ------ | ------ | -------- | ---- | -------------------------- |
| 2005년 선거 | 하원의원 (포츠머스노스 선거구) | 54대 | 보수당 | 37.84% | 14,273표 | 2위  | 낙선                       |
| 2010년 선거 | 하원의원 (포츠머스노스 선거구) | 55대 | 보수당 | 44.27% | 19,533표 | 1위  | 포츠머스노스 하원의원 당선 |
| 2015년 선거 | 하원의원 (포츠머스노스 선거구) | 56대 | 보수당 | 47.02% | 21,343표 | 1위  | 포츠머스노스 하원의원 당선 |
| 2017년 선거 | 하원의원 (포츠머스노스 선거구) | 57대 | 보수당 | 54.78% | 25,860표 | 1위  | 포츠머스노스 하원의원 당선 |
| 2019년 선거 | 하원의원 (포츠머스노스 선거구) | 58대 | 보수당 | 61.36% | 28,172표 | 1위  | 포츠머스노스 하원의원 당선 |